# Ifigenia

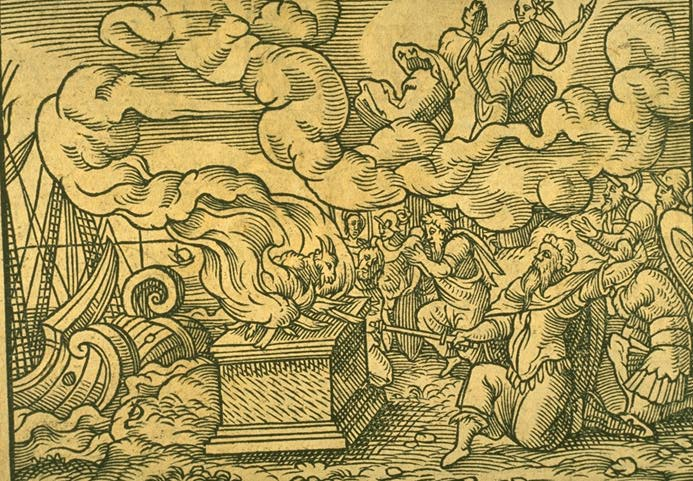
Gravat que representa el salvament d'Ifigenia i el sacrifici del boc

En la mitologia grega, Ifigenia (en grec Ἰφιγένεια, Iphigéneia, «dona forta de mena»), de vegades dita Ifimedia (en grec Ἰφιμέδεια Iphimédeia, en llatí Īphimedīa), Ifimedea o Ifígona (en grec Ἰφιγόνη), era la filla major del rei Agamèmnon i la reina Clitemnestra, que Agamèmnon es va veure obligat a sacrificar. De vegades, es considera com una filla de Teseu i Hèlena criada per Agamèmnon i Clitemnestra. A més, encara que en principi es diferenciava d'una altra filla d'Agamèmnon i Clitemnestra anomenada Ifianassa, més tard ambdues es confongueren.

## La llegenda
Segons algunes fonts, Àrtemis va castigar Agamèmnon després d'haver matat un cérvol sagrat i vantar-se de ser el millor caçador. En el seu camí a Troia per a participar en la Guerra de Troia, els vaixells d'Agamèmnon van quedar aturats a Àulida a causa del vent, que Àrtemis havia fet calmar. L'endeví Calcant va revelar un oracle segons el qual l'única forma d'apaivagar Àrtemis era sacrificar Ifigenia, filla d'Agamèmnon. El seu pare la va fer venir amb l'excusa de casar-la amb Aquil·les, i la va voler sacrificar a l'altar. Unes fonts afirmen que el rei culminà el sacrifici, però la majoria afirma que va sacrificar un cabró (el déu Pan transformat), o una cérvola, en el seu lloc i que Ifigenia va ser duta a Crimea a preparar d'altres per sacrificar-los a Àrtemis. Fins i tot, altres fonts afirmen que Agamèmnon estava preparat per sacrificar-la, però Àrtemis la va transportar a la Tàurica (Crimea), on la va fer sacerdotessa seva. Hesíode l'anomenava Ifimedia (en grec, Ίφιμέδεια) en el seu «Catàleg de Dones» i deia que es va convertir en la dea Hècate. Antoní Liberal afirma que Ifigenia va ser transportada a l'illa de Leuce, on es va casar amb Aquil·les, amb el nom d'Orsíloque.

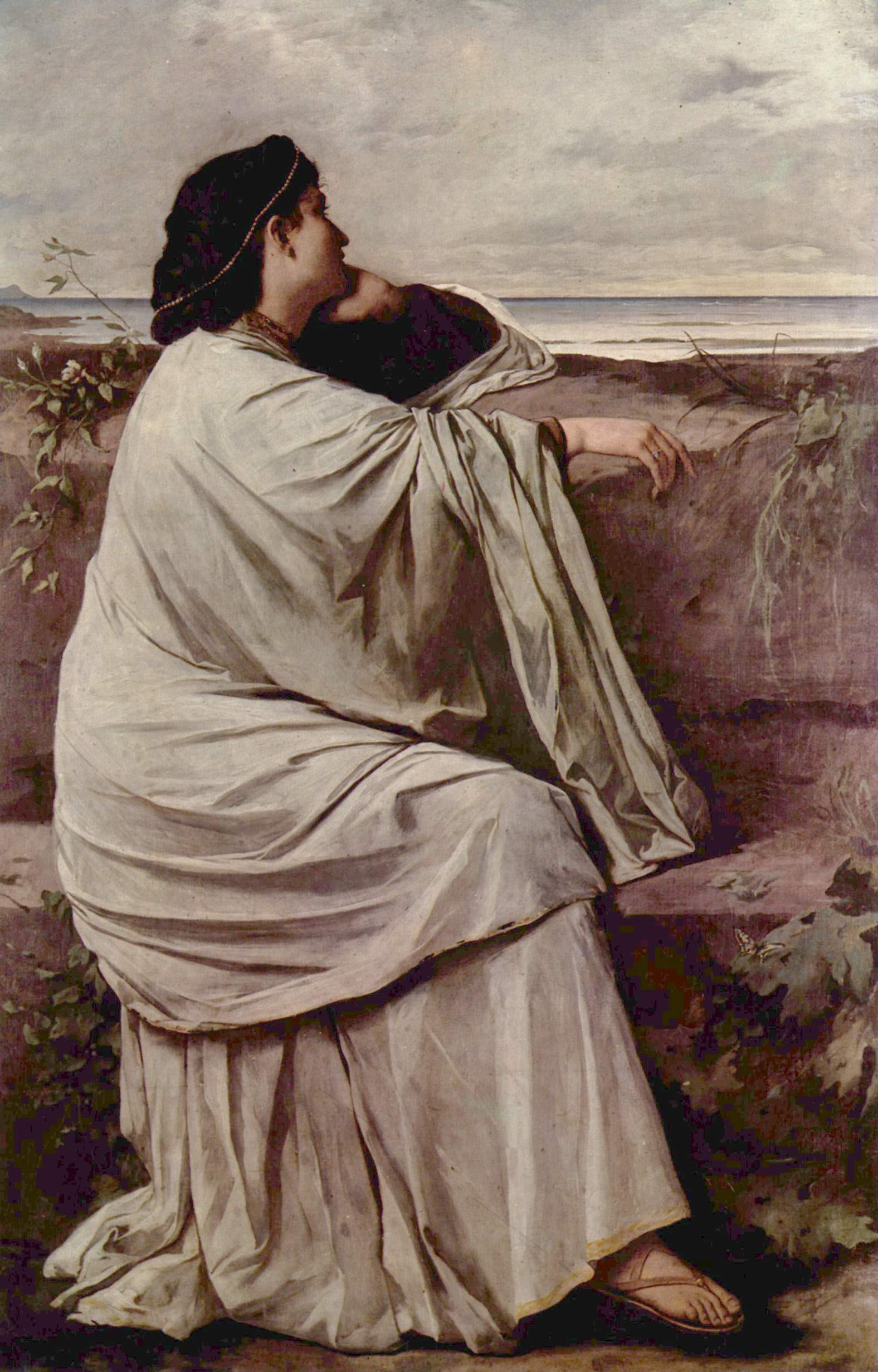
Ifigenia d'Anselm Feuerbach

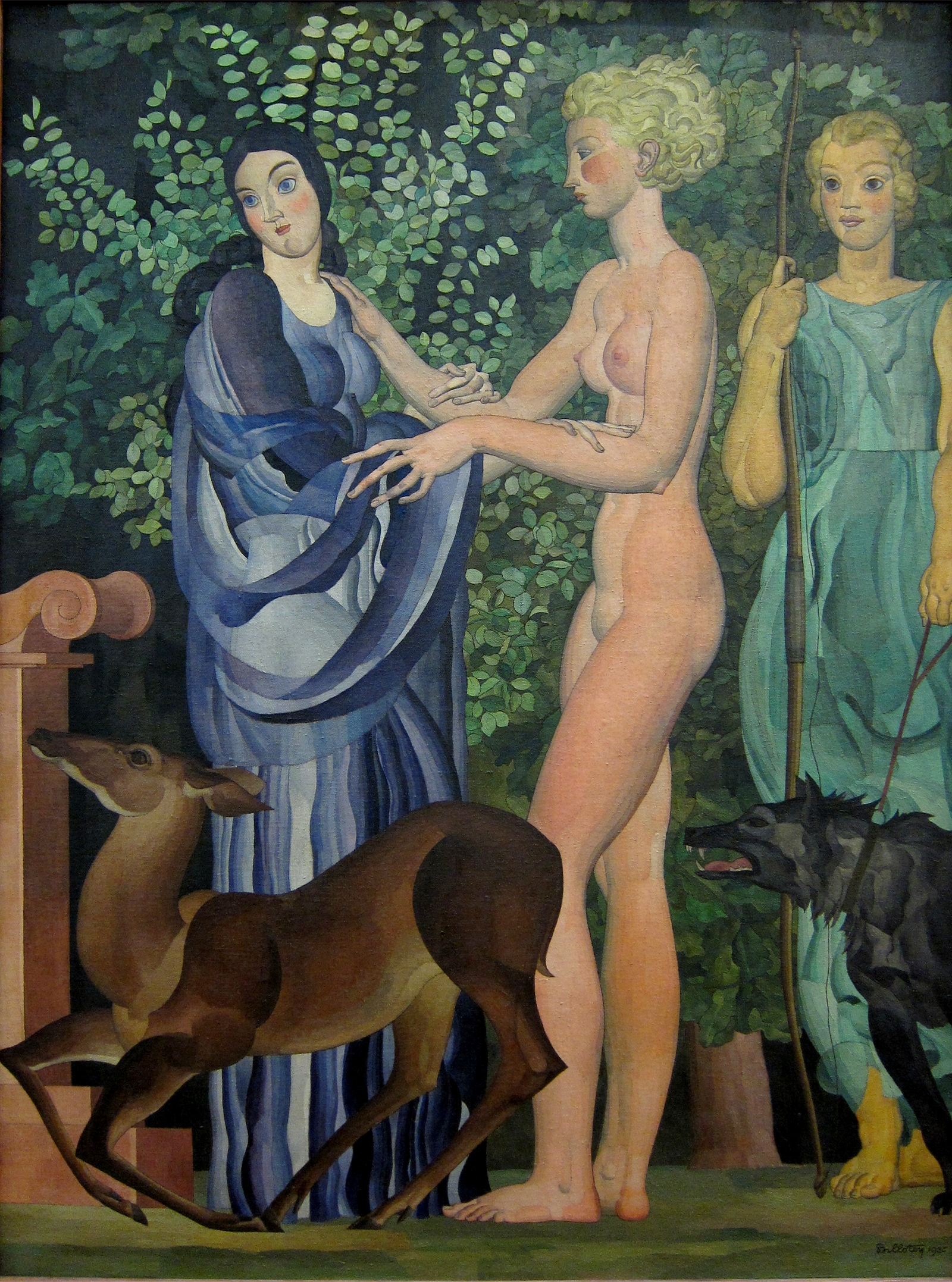
Ifigenia amb la seva mare abans de ser lliurada a Àrtemis pel seu pare

Ifigenia, sacerdotessa a Tàurica, sacrificava estrangers. Orestes i Pílades hi van ser capturats mentre intentaven recuperar l'estàtua d'Àrtemis. En descobrir que eren germans, van fugir amb l'estàtua. Orestes va recuperar el tron de Micenes i Ifigenia va ser sacerdotessa a Brauró. De camí a l’Àtica, Ifigenia, Orestes i Pílades van arribar a Esmintos, on Crises, sacerdot d’Apol·lo, va reconèixer-los com a fills d’Agamèmnon. Quan Toant els va perseguir, Crises el va matar i va acompanyar els seus germans a Micenes. Alguns relats diuen que Ifigenia va morir a Mègara, altres que Àrtemis la va fer immortal com Hècate. També es diu que va viure amb Aquil·les a l’illa Blanca. Podria haver estat una deessa de la caça assimilada al culte d’Àrtemis.

## Adaptacions del mite d'Ifigenia
- Ifigenia a Àulida, tragèdia d'Eurípides.
- Ifigenia entre els taures, tragèdia d'Eurípides.
- Iphigenia (1617), tragèdia de Samuel Coster.
- Iphigénie (1640), tragèdia de Jean Rotrou.
- Iphigénie a Aulide (1674), tragèdia de Jean Racine.
- Iphigénie a Aulide, òpera de Christoph Willibald Gluck.
- Iphigénie a Tauride, òpera de Christoph Willibald Gluck.
- Ifigènia a Tàurida, obra de Johann Wolfgang von Goethe, traduïda al català per Joan Maragall.[9]
- Iphigénie, ballet de Charles le Picq.

## Júlia Luperca
Júlia Luperca va ser una jove romana que havia de ser sacrificada com a víctima expiatòria en un sacrifici ritual. Tzetzes explica, quan fa referència al sacrifici d'Ifigenia, que un miracle anàleg al de la noia grega salvà aquesta noia en l'últim moment. A l'instant en què el sacrificador va aixecar el coltell contra ella, una àguila es precipità contra el sacerdot, i, arrencant-li l'arma, la va deixar caure sobre una vedella que pasturava prop del temple. Aleshores van sacrificar la vedella i Júlia Luperca es va salvar. La història és paral·lela a la que explica Eurípides a Ifigenia a Àulida.